# Napoleone Giuseppe Carlo Paolo Bonaparte
Napoleone Giuseppe Carlo Bonaparte, detto Gerolamo (Jérôme) oppure Plon Plon (Trieste, 9 settembre 1822 – Roma, 17 marzo 1891), è stato un generale francese e principe del Regno di Vestfalia, cugino dell'imperatore Luigi Napoleone.

## Biografia
Napoleone Giuseppe Carlo era figlio di Girolamo Bonaparte (1784 – 1860), fratello minore di Napoleone Bonaparte, e della principessa Caterina di Württemberg (1783 – 1835).
Il Principe Napoleone, o Plon-Plon, come veniva chiamato dai famigliari, fu ufficiale dell'esercito del Württemberg dal 1837 al 1840. Nel 1848 fu un membro dell'Assemblea costituente in Francia. Durante l'impero del cugino Luigi Napoleone (Napoleone III) divenne generale di divisione nell'esercito francese e prese parte, in tale funzione, alla guerra di Crimea. Siccome questa guerra andava per le lunghe, il principe Napoleone lasciò le truppe. L'opinione pubblica francese perciò lo accusò di vigliaccheria, ma il generale François Certain de Canrobert lo difese, giustificando il suo abbandono con la «insalubrità e scomodità della vita negli acquartieramenti».
Durante la seconda guerra d'indipendenza italiana del 1859 comandò il V Corpo.
Nel biennio 1864 / 1865 fu membro del Consiglio Segreto. Nel 1876 fu eletto alla Camera dei Deputati francese. Dopo la morte di Napoleone Eugenio Luigi, figlio di Napoleone III, nella guerra degli Zulu (1879), divenne il capo riconosciuto della famiglia Bonaparte.
Il 16 gennaio 1883 il principe Napoleone fu arrestato a Parigi per aver sponsorizzato un plebiscito a favore del suo diritto al trono e nel 1886, a causa della sua potenziale pretesa al trono imperiale, fu bandito dal territorio francese.
Morì nel 1891 ed il suo corpo venne inumato presso la basilica di Superga, a Torino.

## Matrimonio e figli

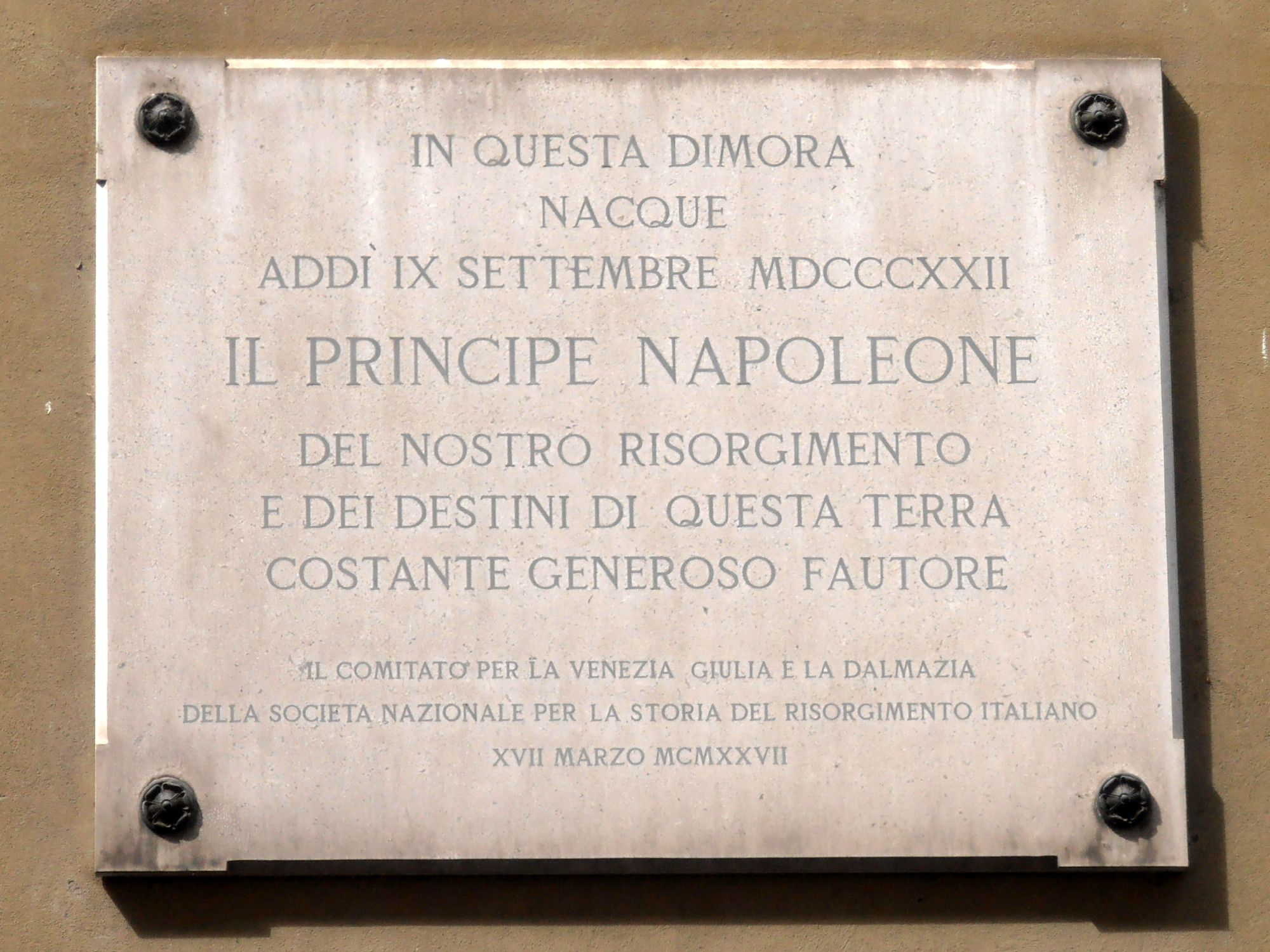
Trieste, targa che ricorda la nascita di Napoleone Giuseppe

Napoleone Giuseppe Carlo sposò il 30 gennaio 1859 Maria Clotilde di Savoia (Torino, 2 marzo 1843 – Moncalieri, 25 giugno 1911), figlia del re di Sardegna (e poi d'Italia) Vittorio Emanuele II.
Da questo matrimonio nacquero:
- Napoleone Vittorio Girolamo Federico (18 luglio 1862 – 3 maggio 1926), principe, capo del casato dei Bonaparte e pretendente al trono imperiale. Sposò Clementina del Belgio (1872 – 1955) dalla quale ebbe due figli:
  - Maria Clotilde (1912-1996).
  - Napoleone Luigi (1914 –1997).[4]
- Napoleone Luigi Giuseppe Girolamo (1864 – 1932), principe e generale russo.
- Maria Letizia Bonaparte (1866 – 1926), principessa, andata sposa allo zio Amedeo di Savoia (1845-1890).

Ebbe inoltre due figli dalla contessa Charlotte de Carbonnel de Canisy, di trent'anni più giovane di lui:
- Napoleon Lucien Robert de Céligny (1874-????)
- Catherine Marie Napoléone de Céligny (1877-1965)

## Note

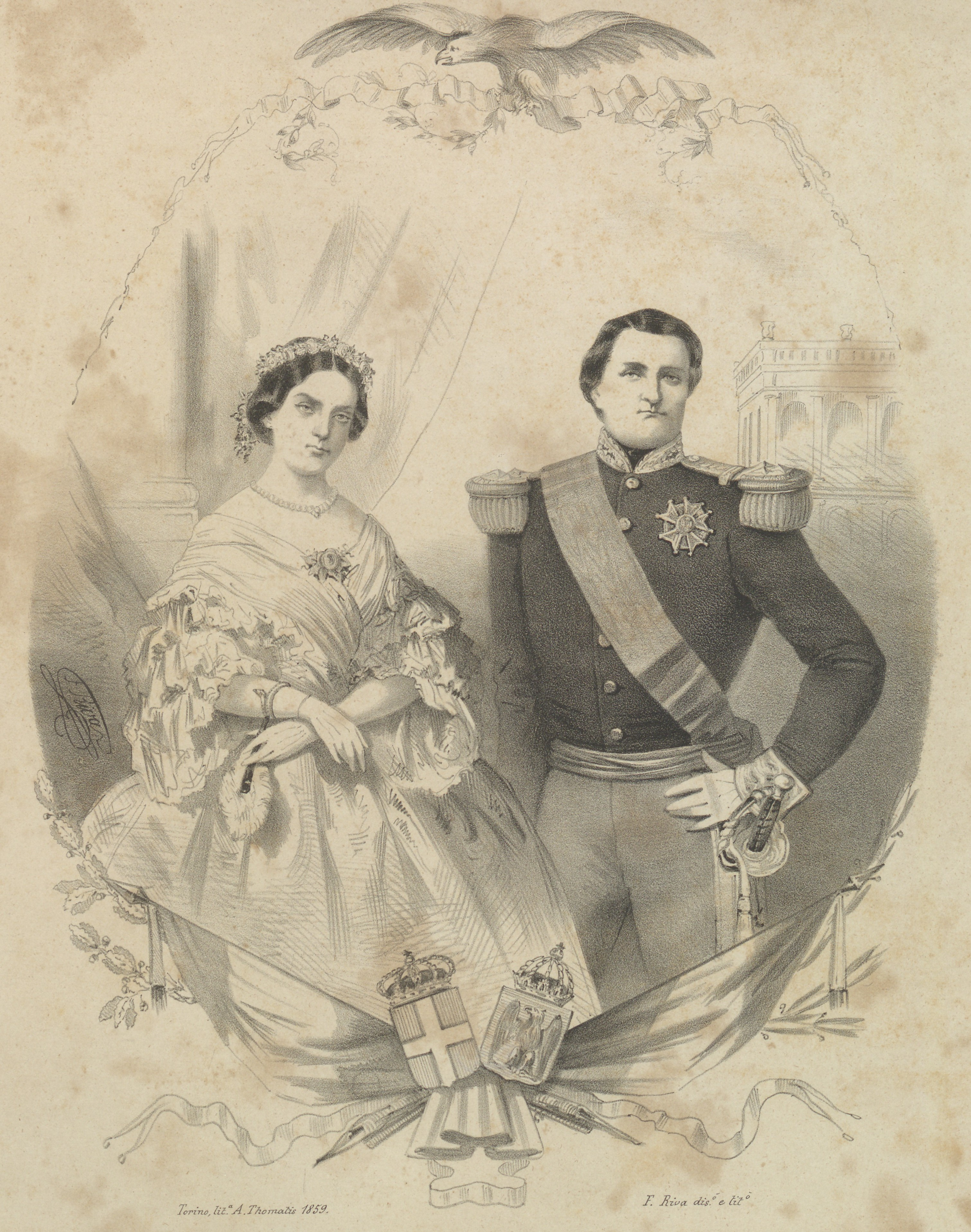
Napoleone Giuseppe Carlo Paolo Bonaparte e Maria Clotilde di Savoia, 1859

## Ascendenza
|                                     |                                    |                                                      | Genitori                                  |  |  | Nonni |  |  | Bisnonni                  |  |  | Trisnonni                    |  |
|                                     |                                    |                                                      |                                           |  |  |       |  |  | Giuseppe Maria Buonaparte |  |  | Sebastiano Nicola Buonaparte |  |
|                                     |                                    |                                                      |                                           |  |  |       |  |  | Giuseppe Maria Buonaparte |  |  | Sebastiano Nicola Buonaparte |  |
|                                     |                                    | Maria Anna Tusoli di Bocagnano                       |                                           |  |  |       |  |  | Giuseppe Maria Buonaparte |  |  |                              |  |
| Carlo Maria Buonaparte              |                                    |                                                      |                                           |  |  |       |  |  | Giuseppe Maria Buonaparte |  |  |                              |  |
|                                     |                                    | Maria Saveria Paravicini                             | Giuseppe Maria Paravicini                 |  |  |       |  |  |                           |  |  |                              |  |
|                                     |                                    | Maria Saveria Paravicini                             | Giuseppe Maria Paravicini                 |  |  |       |  |  |                           |  |  |                              |  |
|                                     |                                    | Maria Saveria Paravicini                             | Maria Angela Salineri                     |  |  |       |  |  |                           |  |  |                              |  |
| Girolamo Bonaparte, Re di Vestfalia |                                    | Maria Saveria Paravicini                             |                                           |  |  |       |  |  |                           |  |  |                              |  |
|                                     |                                    | Giovanni Geronimo Ramolino                           | Giovanni Agostino Ramolino                |  |  |       |  |  |                           |  |  |                              |  |
|                                     |                                    | Giovanni Geronimo Ramolino                           | Giovanni Agostino Ramolino                |  |  |       |  |  |                           |  |  |                              |  |
|                                     |                                    | Giovanni Geronimo Ramolino                           | Angela Maria Peri                         |  |  |       |  |  |                           |  |  |                              |  |
| Maria Letizia Ramolino              |                                    | Giovanni Geronimo Ramolino                           |                                           |  |  |       |  |  |                           |  |  |                              |  |
|                                     |                                    | Angela Maria Pietrasanta                             | Giuseppe Maria Pietrasanta                |  |  |       |  |  |                           |  |  |                              |  |
|                                     |                                    | Angela Maria Pietrasanta                             | Giuseppe Maria Pietrasanta                |  |  |       |  |  |                           |  |  |                              |  |
|                                     |                                    | Angela Maria Pietrasanta                             | Maria Giuseppa Malerba                    |  |  |       |  |  |                           |  |  |                              |  |
| Napoleone Giuseppe Bonaparte        |                                    | Angela Maria Pietrasanta                             |                                           |  |  |       |  |  |                           |  |  |                              |  |
|                                     | Federico II Eugenio di Württemberg | Carlo I Alessandro di Württemberg                    |                                           |  |  |       |  |  |                           |  |  |                              |  |
|                                     | Federico II Eugenio di Württemberg | Carlo I Alessandro di Württemberg                    |                                           |  |  |       |  |  |                           |  |  |                              |  |
|                                     | Federico II Eugenio di Württemberg | Maria Augusta di Thurn und Taxis                     |                                           |  |  |       |  |  |                           |  |  |                              |  |
| Federico I di Württemberg           | Federico II Eugenio di Württemberg |                                                      |                                           |  |  |       |  |  |                           |  |  |                              |  |
|                                     |                                    | Federica Dorotea di Brandeburgo-Schwedt              | Federico Guglielmo di Brandeburgo-Schwedt |  |  |       |  |  |                           |  |  |                              |  |
|                                     |                                    | Federica Dorotea di Brandeburgo-Schwedt              | Federico Guglielmo di Brandeburgo-Schwedt |  |  |       |  |  |                           |  |  |                              |  |
|                                     |                                    | Federica Dorotea di Brandeburgo-Schwedt              | Sofia Dorotea di Prussia                  |  |  |       |  |  |                           |  |  |                              |  |
| Caterina di Württemberg             |                                    | Federica Dorotea di Brandeburgo-Schwedt              |                                           |  |  |       |  |  |                           |  |  |                              |  |
|                                     |                                    | Carlo Guglielmo Ferdinando di Brunswick-Wolfenbüttel | Carlo I di Brunswick-Wolfenbüttel         |  |  |       |  |  |                           |  |  |                              |  |
|                                     |                                    | Carlo Guglielmo Ferdinando di Brunswick-Wolfenbüttel | Carlo I di Brunswick-Wolfenbüttel         |  |  |       |  |  |                           |  |  |                              |  |
|                                     |                                    | Carlo Guglielmo Ferdinando di Brunswick-Wolfenbüttel | Filippina Carlotta di Prussia             |  |  |       |  |  |                           |  |  |                              |  |
| Augusta di Brunswick-Wolfenbüttel   |                                    | Carlo Guglielmo Ferdinando di Brunswick-Wolfenbüttel |                                           |  |  |       |  |  |                           |  |  |                              |  |
|                                     |                                    | Augusta di Hannover                                  | Federico, principe del Galles             |  |  |       |  |  |                           |  |  |                              |  |
|                                     |                                    | Augusta di Hannover                                  | Federico, principe del Galles             |  |  |       |  |  |                           |  |  |                              |  |
|                                     |                                    | Augusta di Hannover                                  | Augusta di Sassonia-Gotha-Altenburg       |  |  |       |  |  |                           |  |  |                              |  |
|                                     |                                    | Augusta di Hannover                                  |                                           |  |  |       |  |  |                           |  |  |                              |  |

## Araldica
| Stemma | Descrizione                                                 | Blasonatura                          |
|        | Napoleone Giuseppe Carlo Paolo Bonaparte Principe Napoleone | D'azzurro all'aquila imperiale d'oro |